# Chimsan-dong
Chimsan-dong (koreanska: 침산동)  är en stadsdel i staden Daegu i den centrala delen av Sydkorea, 230 km sydost om huvudstaden Seoul. Den ligger i stadsdistriktet Buk-gu.

## Indelning
Administrativt är Chimsan-dong indelat i:
| Namn    | Namn                | Yta km² | Invånare 31 dec 2020 |
| ------- | ------------------- | ------- | -------------------- |
| 침산1동 | Chimsan 1(il)-dong  | 1,24    | 4 409                |
| 침산2동 | Chimsan 2(i)-dong   | 0,99    | 19 459               |
| 침산3동 | Chimsan 3(sam)-dong | 1,07    | 20 467               |